# Girimulya (Pacet)
Girimulya is een bestuurslaag in het regentschap Bandung van de provincie West-Java, Indonesië. Girimulya telt 6025 inwoners (volkstelling 2010).